# Roodbefjufferduif
De roodbefjufferduif (Ptilinopus viridis) is een vogel uit de familie Columbidae (duiven).

## Verspreiding en leefgebied
Deze soort komt voor op de Molukken, Nieuw-Guinea en de Salomonseilanden en telt zes ondersoorten:
- P. v. viridis: de centrale Molukken.
- P. v. pectoralis: westelijk Papoea-Nieuw-Guinea en de Vogelkop (noordwestelijk Nieuw-Guinea).
- P. v. geelvinkianus: de eilanden van Geelvinkbaai.
- P. v. salvadorii: noordelijk Nieuw-Guinea, Japen (nabij noordwestelijk Nieuw-Guinea).
- P. v. vicinus: de Trobriand-eilanden en de D'Entrecasteaux-eilanden.
- P. v. lewisii: van Manus, Lihir en Nissan tot de Salomonseilanden.